# Instituto del Cine y Audiovisual Nacional
El Instituto del Cine y el Audiovisual del Uruguay (ICAU) fue una institución uruguaya encargada de la promoción del sector audiovisual que fue sustituida por la Agencia del Cine y el Audiovisual del Uruguay (ACAU).

## Creación
El ICAU fue creado en 2008y desde su creación diseñó una estrategia coordinada con todos los sectores públicos y privados vinculados a la industria del audiovisual, aportando mecanismos de gestión directos e indirectos en los proyectos cinematográficos y audiovisuales.
En 2017, con la creación del Servicio de Comunicación Audiovisual Nacional, asumió la gestión de la institución, la cual también tenía bajo su gestión a la Radio y la Televisión Nacional. En 2022, y con la aprobación de la rendición de cuentas,el organismo fue disuelto y sustituido por la ACAU.

## Consejo honorario
Contó con un consejo asesor encargado de sugerir y recomendar las acciones propuestas en el plan de acción del instituto, llevando a cabo también la evaluación y regulación de los planes de desarrollo e incentivos del sector. El cual estuvo integrado por un único representante de las siguientes organismos e instituciones.
Ministerios y direcciones
- Ministerio de Industria, Energía y Minería
- Ministerio de Economía y Finanzas
- Ministerio de Turismo
- Ministerio de Relaciones Exteriores - Cancillería de la República
- Servicio de Comunicación Audiovisual Nacional
- Director Nacional de Cultura
- Departamento de Cultura de Montevideo y de las dieciocho intendencias departamentales

Medios de comunicación
- TNU - Canal 5
- Servicio de Información y Comunicación del Gobierno de Montevideo - TV Ciudad
- Sociedad Anónima de Emisión de Televisión y Anexos - Canal 10
- Monte Carlo - Canal 4
- Sociedad Televisora Larrañaga - La tele
- Tenfield - VTV
- Antel - Antel TV
- Canales de televisión abierta y de abonados de todo el país

Empresas y organizaciones
- Distribuidores y exhibidores cinematográficos
- Cinemáteca Uruguaya
- Organizaciones públicas y privadas de conservación del patrimonio fílmico
- Instituciones públicas y privadas de formación profesional